# Nissan Altima
La Altima è un'autovettura mid-size prodotta dalla Nissan dal 1992.

## La prima serie: 1992-1997

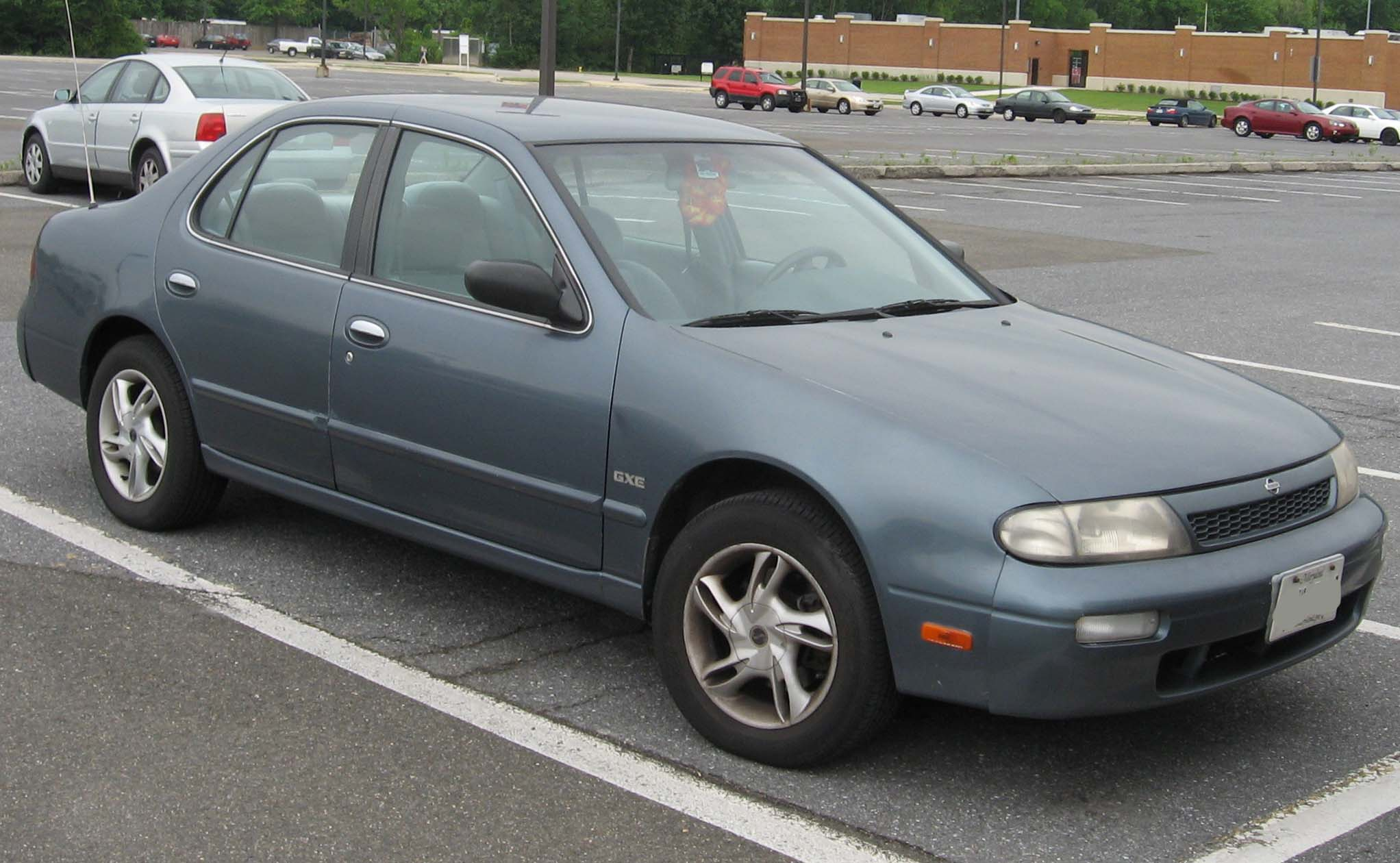
Una Nissan Altima GXE prima serie. Questa versione è stata prodotta dal 1993 al 1994

La prima generazione di Altima, che fu chiamata inizialmente Nissan Stanza Altima, era una berlina quattro porte a trazione anteriore meccanicamente simile alla Nissan Bluebird.
Il motore era un quattro cilindri in linea da 2,4 L di cilindrata da 152 CV di potenza. Il cambio era manuale a cinque rapporti oppure automatico a quattro rapporti. I livelli di allestimento disponibili erano XE, GXE, SE e GLE.

## La seconda serie: 1997-2001

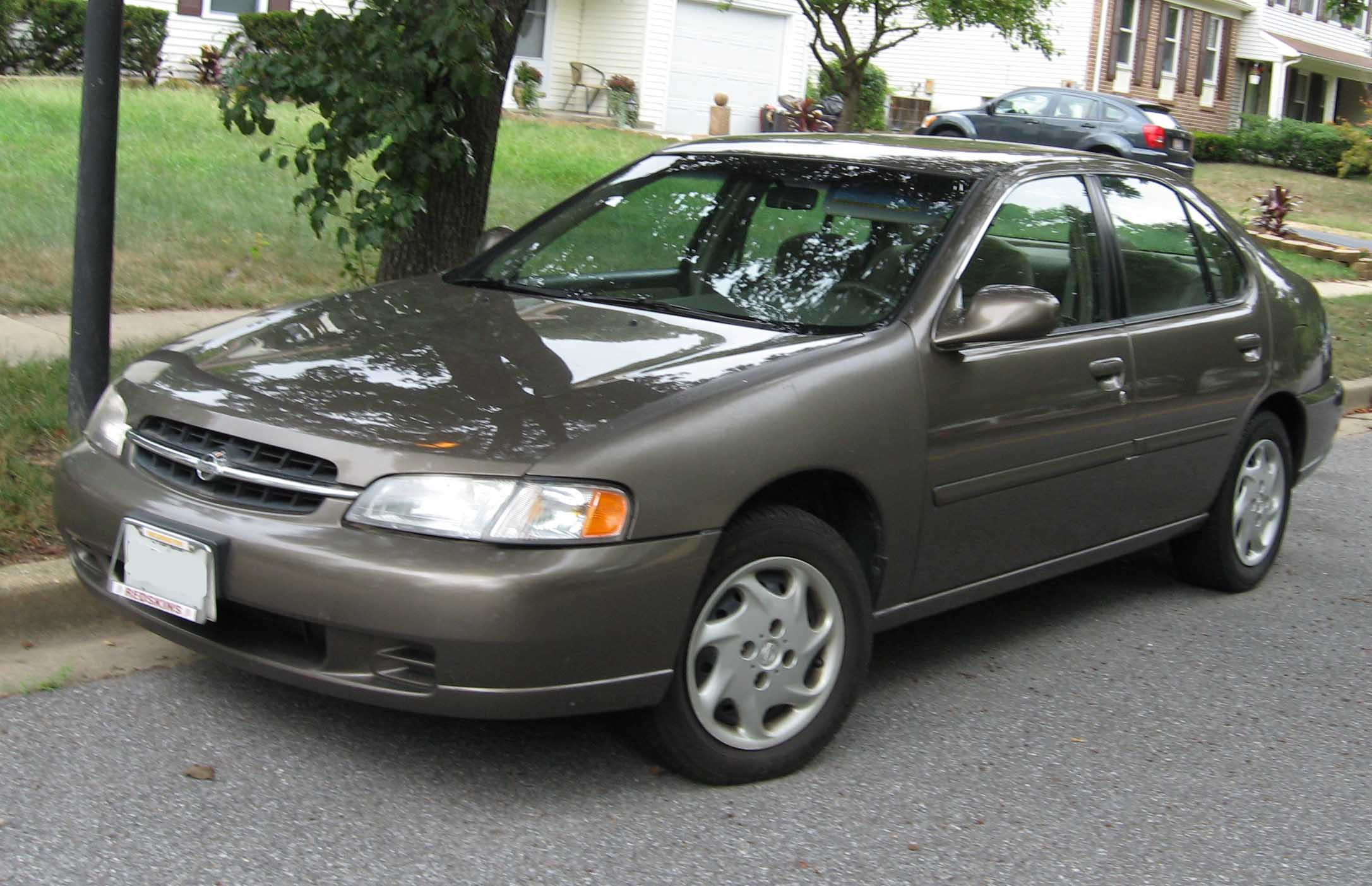
Una Nissan Altima seconda serie. Questa versione è stata prodotta dal 1998 al 1999

La nuova serie di Altima mantenne la meccanica della generazione precedente, a fronte di un aumento della potenza del motore, che crebbe a 158 CV. Fu invece aggiornata la linea. 

## La terza serie: 2001-2006

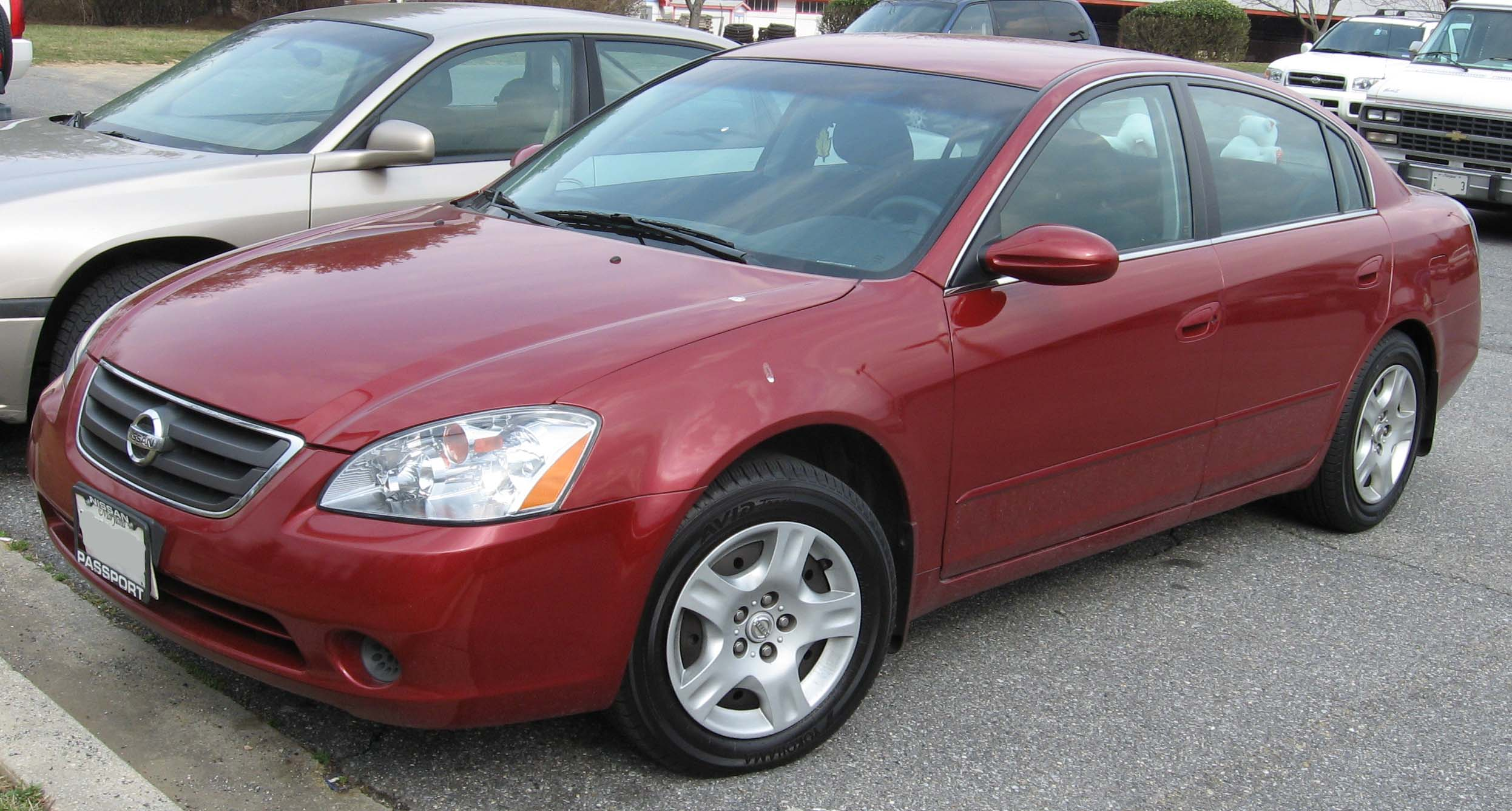
Una Nissan Altima terza serie. Questa versione è stata prodotta dal 2002 al 2004

La terza serie del modello, rispetto alle generazioni precedenti, fu alzata di livello. Il passo fu incrementato di circa 100 mm e la potenza del motore da 2,5 L crebbe a 177 CV. Alla gamma fu aggiunto un motore V6 da 3,5 L e 243 CV, in seguito potenziato a 264 CV. Nel 2005 il modello fu oggetto di un facelift. Al cambio automatico furono aumentati i rapporti. In particolare, era disponibile in versione a cinque o sei marce.  

## La quarta serie: 2006-2012

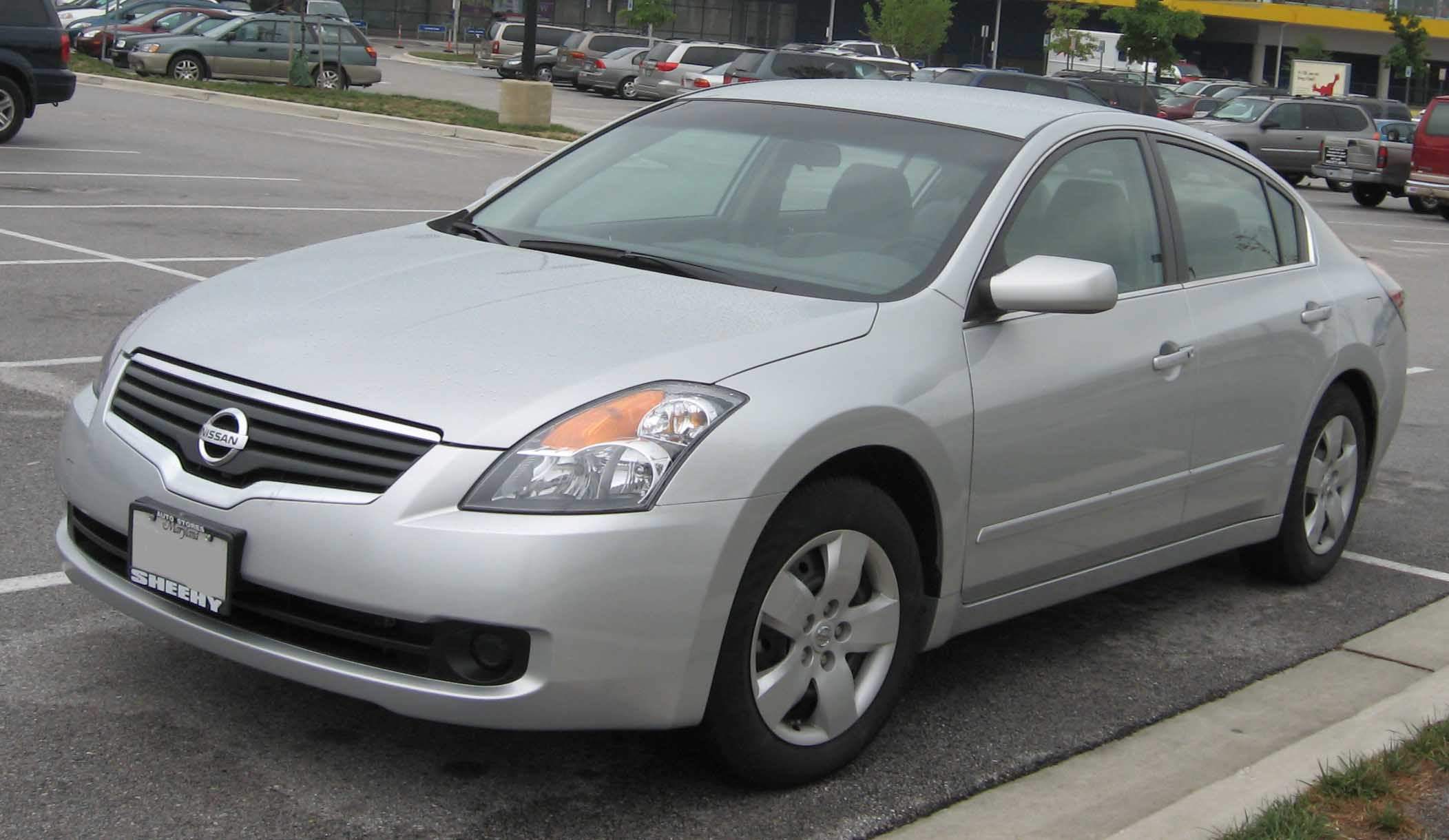
Una Nissan Altima quarta serie del 2007

La quarta serie di Altima comparve sui mercati nel 2006 costruita su un nuovo pianale. I motori furono però confermati. Al motore V6 fu aumentata la potenza, che crebbe a 273 CV. Fu offerto di serie un cambio manuale a sei rapporti. Nel maggio del 2007 ne fu introdotta la versione coupé.
Fu anche introdotta una versione ibrida con motore a quattro cilindri da 2,5 L, motore elettrico e cambio continuo. Questa versione fu venduta solo in alcuni stati degli Stati Uniti: California, New York, Massachusetts, Connecticut, Vermont, Oregon, Rhode Island, Maine e New Jersey. 

## La quinta serie: 2012-2019

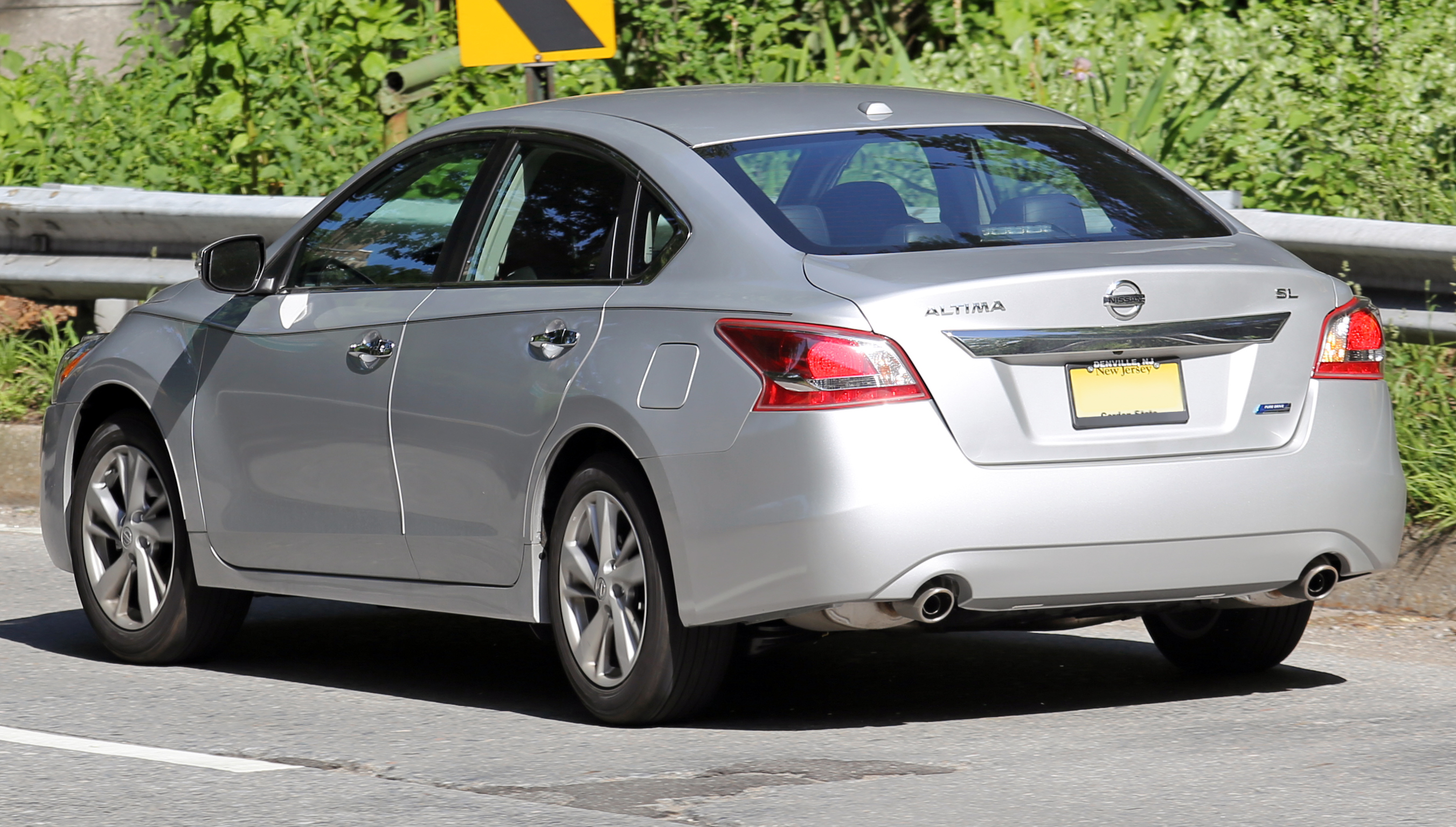
Una Nissan Altima quinta serie

La quinta serie di Altima è stata introdotta nell'estate del 2012. È disponibile solo in versione berlina. I motori offerti sono due, un quattro cilindri da 2,5 L e 185 CV e un V6 da 3,5 L e 273 CV. La meccanica derivava da quella della serie precedente.
È offerta in versione 2.5, 2.5 S, 2.5 SV, 2.5 SL, 3.5 S, 3.5 SV e 3.5 SL. La produzione è iniziata nel maggio 2012. Il modello è ordinabile da giugno 2012 negli Stati Uniti e da agosto dello stesso anno in Canada. Tra i nuovi mercati in cui è offerta, c'è il Medio Oriente e l'Australia, e in quest'ultimo il veicolo partecipa al V8 Supercars. 

## La sesta serie: dal 2019
La sesta generazione di Nissan Altima (codice L34) viene svelata al Motor Show di New York nel marzo 2018. La vettura viene disegnata da Ken Lee presso il centro stile Nissan americano in California e si uniforma al nuovo linguaggio stilistico V-motion caratterizzato da linee della carrozzeria più filanti e spigolose con la grande calandra a forma di V e fanali sottili. Parte del design venne anticipato dal prototipo Nissan Vmotion 2.0 Concept svelato 12 mesi prima. 
Leggermente più lunga e larga della precedente la nuova Altima viene progettata per essere venduta globalmente dalla Nissan e non più solo in America, infatti sarà prodotta anche in Cina andando a sostituire la vecchia Nissan Teana. Il modello cinese viene presentato al Guangzhou Motor Show nel novembre 2018 e viene prodotto dalla joint venture Dongfeng-Nissan.
La gamma motori si compone del nuovo 2.5 litri quattro cilindri aspirato erogante 190 cavalli abbinato sia alla trazione anteriore che integrale e da un nuovo 2.0 litri turbo a benzina con rapporto di compressione variabile di origine Infiniti da 250 cavalli abbinato alla trazione anteriore. Il cambio è un automatico X-Tronic CVT a 8 rapporti prodotto da Jatco. I motori V6 vengono abbandonati. 
Tra i dispositivi di sicurezza viene introdotto il pacchetto Nissan ProPilot con i sistemi di frenata automatica d’emergenza con radar e riconoscimento pedoni, ciclisti e veicoli in fase di sorpasso, mantenimento linee di carreggiata, rilevatore stanchezza guidatore e abbaglianti automatico.